# Tiefental und Schmiechtal
Das FFH-Gebiet Tiefental und Schmiechtal ist ein im Jahr 2005 durch das Regierungspräsidium Tübingen nach der Richtlinie 92/43/EWG (Fauna-Flora-Habitat-Richtlinie) angemeldetes Schutzgebiet (Schutzgebietskennung DE-7426-341) im deutschen Bundesland Baden-Württemberg. Mit Verordnung des Regierungspräsidiums Tübingen zur Festlegung der Gebiete von gemeinschaftlicher Bedeutung vom 5. November 2018 (in Kraft getreten am 11. Januar 2019) wurde das Gebiet ausgewiesen.

## Lage
Das 3304,49 Hektar große FFH-Gebiet gehört zu den Naturräumen 096-Mittlere Kuppenalb und 097-Mittlere Flächenalb innerhalb der naturräumlichen Haupteinheit 09 – Schwäbische Alb. Es liegt im Tal der Schmiech zwischen Mehrstetten und Ehingen an der Donau sowie im Tiefental zwischen Heroldstatt und Blaubeuren und auf den angrenzenden Hochflächen der Schwäbischen Alb.
- Landkreis Reutlingen:
- Mehrstetten: 9,179 ha = 1 %
- Münsingen: 9,179 ha = 1 %
- Alb-Donau-Kreis:
- Allmendingen: 486,4912 ha = 53 %
- Blaubeuren: 18,3581 ha = 2 %
- Ehingen (Donau): 18,3581 ha = 2 %
- Schelklingen: 18,3581 ha = 2 %
- Heroldstatt: 18,3581 ha = 2 %

## Beschreibung und Schutzzweck
Es handelt sich um eine Tallandschaft voller Kontraste. Der Schmiecher See, Heckengebiete, Felsen-, Trocken- und Halbtrockenrasen mit bemerkenswertem Vorkommen von Orchideen (2 % prioritär) und Pulsatilla vulgaris, Auwiesenreste und Steppenheidewald. Im Gebiet befinden sich 76 Höhlen.

### Lebensraumklassen
(allgemeine Merkmale des Gebiets) (prozentualer Anteil der Gesamtfläche)
Angaben gemäß Standard-Datenbogen aus dem Amtsblatt der Europäischen Union
|                                                               |                                                               |  |      |      |
| N10 – Feuchtes und mesophiles Grünland                        | N10 – Feuchtes und mesophiles Grünland                        |  | 13 % | 13 % |
| N14 – Melioriertes Grünland                                   | N14 – Melioriertes Grünland                                   |  | 1 %  | 1 %  |
| N15 – Anderes Ackerland                                       | N15 – Anderes Ackerland                                       |  | 2 %  | 2 %  |
| N16 – Laubwald                                                | N16 – Laubwald                                                |  | 61 % | 61 % |
| N17 – Nadelwald                                               | N17 – Nadelwald                                               |  | 2 %  | 2 %  |
| N19 – Mischwald                                               | N19 – Mischwald                                               |  | 20 % | 20 % |
| N22 – Binnenlandfelsen, Geröll- und Schutthalden, Sandflächen | N22 – Binnenlandfelsen, Geröll- und Schutthalden, Sandflächen |  | 1 %  | 1 %  |
|                                                               |                                                               |  |      |      |

### Lebensraumtypen
Gemäß Anlage 1 der Verordnung des Regierungspräsidiums Tübingen zur Festlegung der Gebiete von gemeinschaftlicher Bedeutung (FFH-Verordnung) vom 5. November 2018 kommen folgende Lebensraumtypen nach Anhang I der FFH-Richtlinie im Gebiet vor:
| EU Code | Lebensraumtyp (offizielle Bezeichnung)                                                                          | Kurzbezeichnung                             | Hektar  |
| ------- | --- | ------------------------------------------- | ------- |
| 3150    | Natürliche eutrophe Seen mit einerVegetation des Magnopotamions oder Hydrocharitions                            | Natürliche nährstoffreiche Seen             | 1,00    |
| 3260    | Flüsse der planaren bis montanen Stufe mit Vegetation des Ranunculion fluitantis und des Callitricho-Batrachion | Fließgewässer mit flutenderWasservegetation | 5,00    |
| 5130    | Formationen von Juniperus communis auf Kalkheiden und -rasen                                                    | Wacholderheiden                             | 79,59   |
| 6110    | Lückige basophile oder Kalk-Pionierrasen(Alysso-Sedion albi)                                                    | Kalk-Pionierrasen                           | 1,504   |
| 6210    | Naturnahe Kalk-Trockenrasen und deren Verbuschungsstadien (Festuco-Brometalia)                                  | Kalk-Magerrasen                             | 52,39   |
| 6430    | Feuchte Hochstaudenfluren der planarenund montanen bis alpinen Stufe                                            | Feuchte Hochstaudenfluren                   | 0,45    |
| 6510    | Magere Flachland-Mähwiesen (Alopecurus pratensis, Sanguisorbaofficinalis)                                       | Magere Flachland-Mähwiesen                  | 17,24   |
| 6520    | Berg-Mähwiesen                                                                                                  | Berg-Mähwiesen                              | 0,62    |
| 7220    | Kalktuffquellen (Cratoneurion)                                                                                  | Kalktuffquellen                             | 0,51    |
| 7230    | Kalkreiche Niedermoore                                                                                          | Kalkreiche Niedermoore                      | 0,10    |
| 8160    | Kalkhaltige Schutthalden der collinen bismontanen Stufe Mitteleuropas                                           | Kalkschutthalden                            | 1,02    |
| 8210    | Kalkfelsen mit Felsspaltenvegetation                                                                            | Kalkfelsen mit Felsspaltenvegetation        | 13,019  |
| 8310    | Nicht touristisch erschlossene Höhlen                                                                           | Höhlen                                      | 0,001   |
| 9130    | Waldmeister-Buchenwald (Asperulo-Fagetum)                                                                       | Waldmeister-Buchenwald                      | 2065,70 |
| 9150    | Mitteleuropäischer Orchideen-Kalk-Buchenwald (Cephalanthero-Fagion)                                             | Orchideen-Buchenwälder                      | 48,30   |
| 9180    | Schlucht- und Hangmischwälder Tilio-Acerion                                                                     | Schlucht- und Hangmischwälder               | 19,10   |
| 91E0    | Auenwälder mit Alnus glutinosaund Fraxinus excelsior(Alno-Padion, Alnion incanae, Salicion albae)               | Auenwälder mit Erle, Esche, Weide           | 0,10    |

### Arteninventar
Folgende Arten von gemeinschaftlichem Interesse kommen im Gebiet vor:
| Bild                | EU Code | * | Art                 | wissenschaftlicher Name     | Artengruppe           |
| ------------------- | ------- | - | ------------------- | --------------------------- | --------------------- |
| Spanische Flagge    | 1078    | * | Spanische Flagge    | Callimorpha quadripunctaria | Schmetterlinge        |
| Bachneunauge        | 1096    |   | Bachneunauge        | Lampetra planeri            | Fische und Rundmäuler |
| Groppe              | 1163    |   | Groppe              | Cottus gobio                | Fische und Rundmäuler |
| Kammmolch           | 1166    |   | Kammmolch           | Triturus cristatus          | Amphibien             |
| Gelbbauchunke       | 1193    |   | Gelbbauchunke       | Bombina variegata           | Amphibien             |
| Bechsteinfledermaus | 1323    |   | Bechsteinfledermaus | Myotis bechsteinii          | Säugetiere            |
| Großes Mausohr      | 1324    |   | Großes Mausohr      | Myotis myotis               | Säugetiere            |
| Biber               | 1337    |   | Biber               | Castor fiber                | Säugetiere            |
| Grünes Besenmoos    | 1381    |   | Grünes Besenmoos    | Dicranum viride             | Moose                 |
| Gelber Frauenschuh  | 1902    |   | Gelber Frauenschuh  | Cypripedium calceolus       | Pflanzen              |
| Dicke Trespe        | 1882    |   | Dicke Trespe        | Bromus grossus              | Pflanzen              |

### Zusammenhängende Schutzgebiete
Das FFH-Gebiet besteht aus 14 Teilgebieten. Es überschneidet sich in großen Teilen mit mehreren Landschaftsschutzgebieten. Das Vogelschutzgebiet 7624-441 Täler der Mittleren Flächenalb und auch das Biosphärengebiet Schwäbische Alb haben jeweils rund 50 Prozent Anteile am FFH-Gebiet.
Folgende Naturschutzgebiete liegen innerhalb des FFH-Gebiets:
- Böttental
- Oberes Schmiechtal
- Schandental
- Hungerberg
- Schmiechener See
- Hausener Berg/Büchelesberg
- Ehinger Galgenberg
- Rabensteig